# (11252) Laërtes
(11252) Laërtes – planetoida z grupy trojańczyków okrążająca Słońce w ciągu 11 lat i 272 dni w średniej odległości 5,16 j.a. Została odkryta 19 września 1973 roku w Obserwatorium Palomar przez Cornelisa i Ingrid van Houtenów i Toma Gehrelsa. Nazwa planetoidy pochodzi od Laertesa, króla Itaki. Przed jej nadaniem planetoida nosiła oznaczenie tymczasowe (11252) 1973 SA2.